# 補酵素M
補酵素M（ほこうそM、Coenzyme M） はメタン菌のメタン生成経路におけるメチル基転位反応に必要な補酵素である。化学物質としての名称は 2-メルカプトエタンスルホン酸。HS-CoM と略記されることも多い。対カチオンはさして重要ではないが、ナトリウム塩が最も多く使用される。チオールの部分で反応に寄与し、スルホン酸の部分で水溶性を得ている。

## 生合成
生体内では、補酵素Mはホスホエノールピルビン酸を出発原料として合成される。ホスホスルホ乳酸シンターゼ (EC 4.4.1.19) によって亜硫酸が付加された後、加水分解、酸化、脱炭酸を経て2-スルホアセトアルデヒドとなり、最後に還元的に脱水およびチオール化されることで補酵素Mが生成する。

## メタン生成経路
補酵素Mはメタン生成経路においてC1化合物の運搬を担っている。
メタン生成経路の最後から2番目の段階で、補酵素Mはメチル化されたテトラヒドロメタノプテリン (H4MPT) からメチル基を受け取ってチオエーテル型のメチル補酵素M（2-メチルチオエタンスルホン酸、CH3-S-CoM）に変換される。この反応では、テトラヒドロメタノプテリン-S-メチルトランスフェラーゼ (EC 2.1.1.86) が触媒としてはたらく。
メタン生成経路の最終段階において、メチル補酵素Mは補酵素B (HS-CoB) と反応して、メタンを放出するとともにヘテロジスルフィド (CoB-S-S-CoM) を形成する。この反応は補欠分子族の補因子F430を含む補酵素Bスルホエチルチオ転移酵素（別名:メチル補酵素M還元酵素、EC 2.8.4.1）によって触媒される。
CH3-S-CoM + HS-CoB → CH4 + CoB-S-S-CoM